# Nizioleto
Le  nizioleto  (pluriel nizioleti) (en français : « tablette ») est un terme vénitien pour désigner une indication des voies de communication terrestres et fluviales typiquement vénitienne.

## Description
Il s'agit d'une vraie fresque et non pas d'un simple écriteau indicatif. En fait, les noms de rues, canaux, ponts ou paroisses sont peints à la main directement sur les plâtres et sur les murs des maisons, à l'intérieur d'un rectangle de couleur blanche (d'où son nom). La typographie utilisée se distingue par des caractères avec empattements appartenant à la famille des garaldes.

### Indications toponymiques
Elles signalent en vénitien italianisé le nom d'une voie, d'un pont, ou d'un canal sur lesquels elles sont placées. L'écriture et le bord de ses indications sont de couleur noire. Aux sites importants, les nizioleti rappellent aussi les sestiere ainsi que la paroisse de référence dans un cadre de format plus grand.

### Indications de direction
Ils mentionnent le chemin à suivre pour rejoindre des destinations particulières ou d'intérêt public (par exemple al vaporetto, Per San Marco ou Poste e Telegrafi). Ce type de nizioleto se distingue par une écriture et un bord de couleur rouge foncé. Récemment, pour les indications de directions, beaucoup de nizioleti ont été remplacés par des panneaux en métal au dispositif rétro-réfléchissant de couleur jaune: les écritures à l'intérieur, noires, reprennent le même style que les nizioleti.

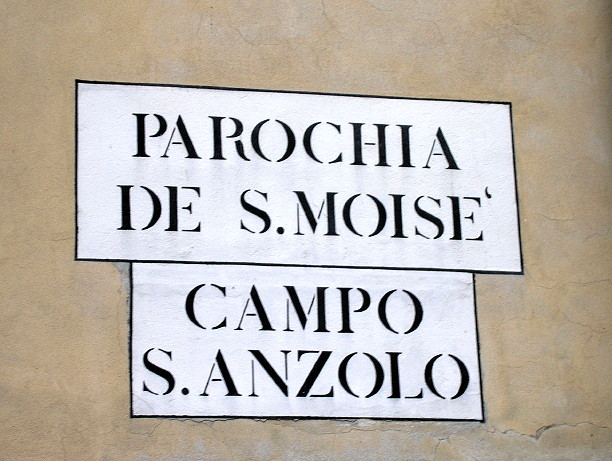
Nizioleti toponymique
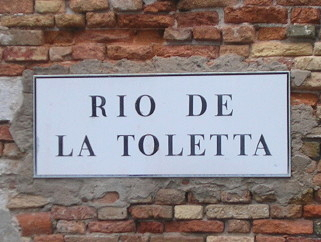
Autre Nizioleto toponymique
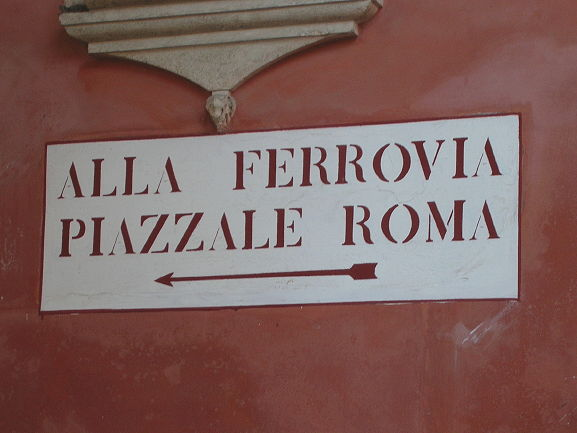
Nizioleto de direction
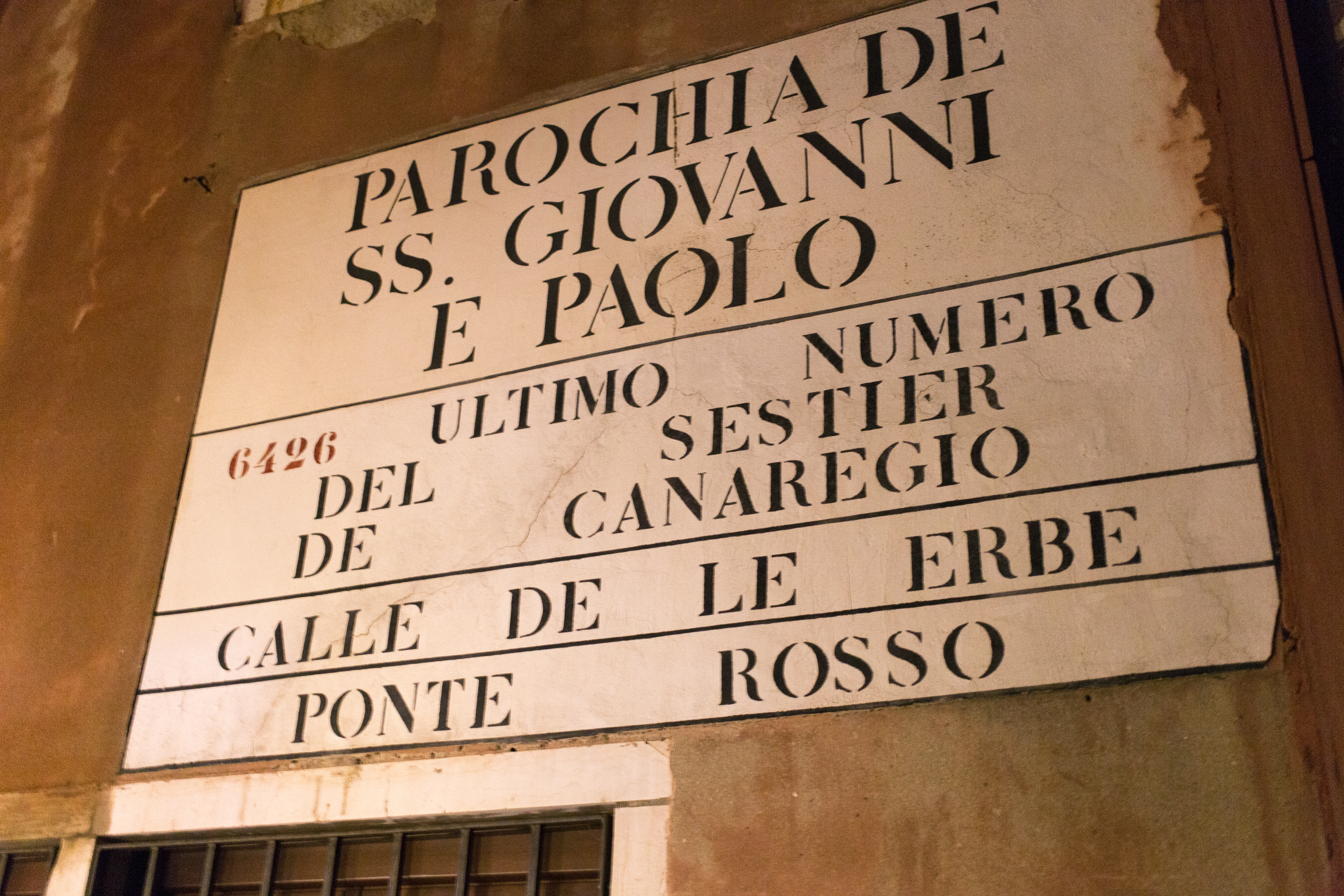
Nizioleti de fin de numérotation
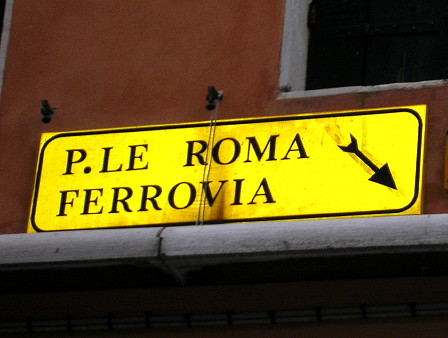
Dispositif rétro-réfléchissant

### Numérotation

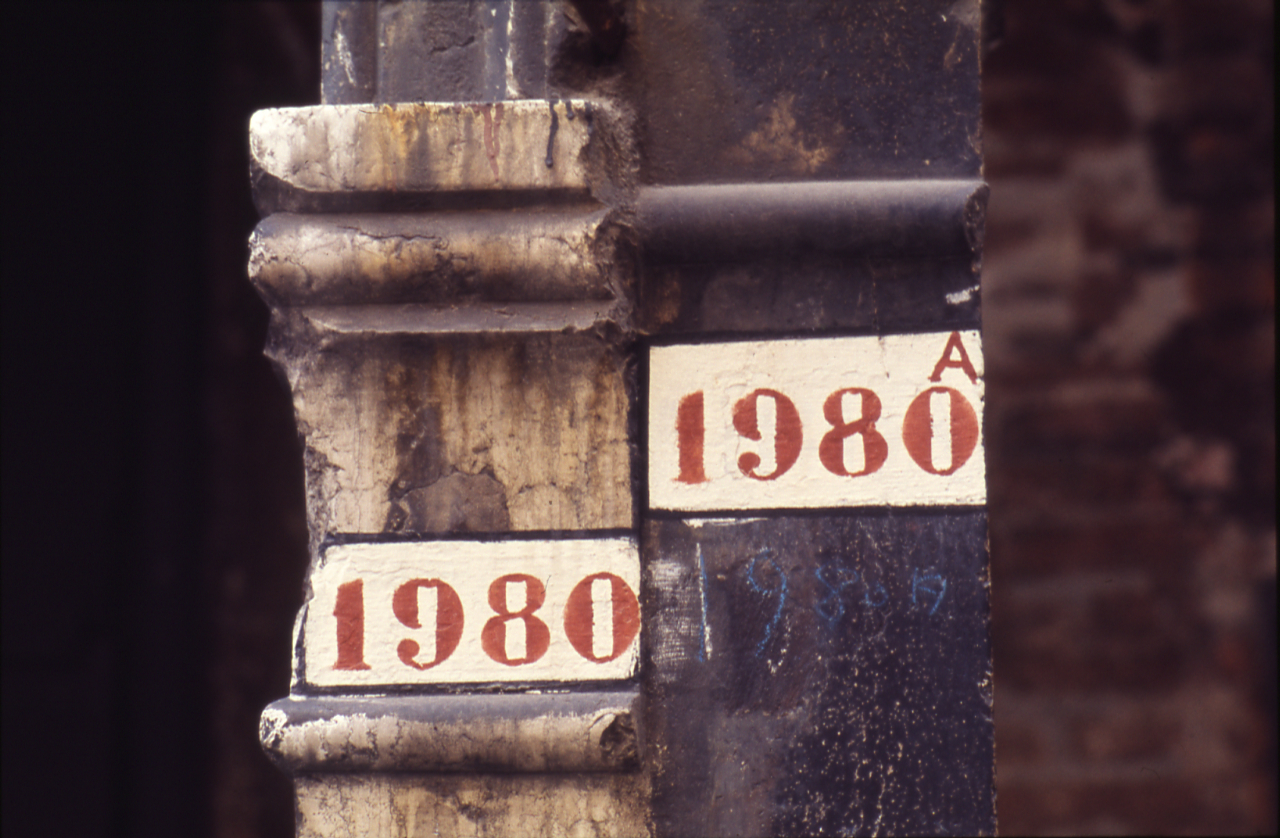
Photo par Paolo Monti (BEIC)

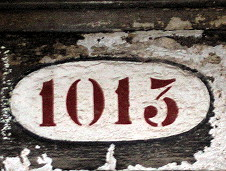

Toujours sur le principe des nizioleti, le numéro est peint en caractères rouge foncé sur fond blanc, à l'intérieur d'un cadre ovale et rectangulaire bordé de noir posé sur l'architrave de la porte. À noter : la numérotation à Venise obéit à un ordre complètement différent de celui utilisé dans toutes les autres cités italiennes ou européennes. La numérotation se fait par sestiere et non par rue. À l'intérieur de chaque sestiere la numérotation commence au numéro un et chaque habitation possède un numéro univoque. En outre, les numéros se succèdent suivant un parcours en spirale.

## Sources
- (it) Cet article est partiellement ou en totalité issu de l’article de Wikipédia en italien intitulé « Nizioleto » (voir la liste des auteurs).